# Les Sirènes de minuit
Pour plus de détails, voir Fiche technique et Distribution.
Les Sirènes de minuit est un téléfilm de Philippe Lefebvre, d'après le roman de Jean-François Coatmeur, diffusé le 1er octobre 1989. Il s'agit du premier épisode de la série Meurtre avec préméditation, produite par Antenne 2 entre 1989 et 1996.

## Synopsis
Un homme est soupçonné d'avoir tué sa sœur et son beau-frère.

## Fiche technique
- Titre : Les Sirènes de minuit
- Réalisation : Philippe Lefebvre
- Scénario : Michèle Letellier et Claude Barma
- Musique : Jean-Marie Sénia
- Production : Antenne 2
- Pays :  France
- Langue : français
- Genre : Film policier
- Durée : 85 minutes
- Dates de sortie :
- France : 1er octobre 1989

## Distribution
- Philippe Léotard : Jeff Chabert
- Véronique Genest : Maud
- Stéphane Jobert : Manda
- Jacques David : Bodard
- Laurent Lucas : Fournier
- Liliane Rovère : Fabienne
- Jacques Chailleux : le père Jourdan
- Jean-Michel Canonne : Eric Fontange
- Valérie Leboutte : Mariette
- Jean-René Gossart : Seigneuret
- Thierry Ardisson : le garagiste
- Dani : la tenancière du bar

## Critiques
Les critiques de ce téléfilm ont été réunies par la scénariste :
- "Pavés luisants, nuits embrumées par l'alcool, "bars à putes" sur le port, le décor du film noir est en place. Sombre histoire où éclate tout le talent de Philippe Léotard écorché et pathétique", Télé Star
- "Un très bon polar dans lequel Philippe Léotard fait une création bouleversante", Le Parisien
- "Intrigue astucieuse, intéressante de bout en bout. Dialogues justes, ambiance bien rendue", Télé 7 Jours
- "Un excellent polar digne des salles obscures qui nous tient en haleine jusqu'à la fin. A ne pas manquer", Télé Journal
- "Ce qui  nous tient ici en haleine n'est pas tant le résultat de l'enquête - on sait tout de suite qui est le meurtrier - que les relations qui se tissent entre des personnages riches et nuancés. Vrai policier dans la tradition des années 50. Drame désespéré. Seconds rôles fouillés", Telerama

## Autour du film
Ce téléfilm marque les premières apparitions à l'écran de Laurent Lucas et Thierry Ardisson. 